# Municipio de Le Roy (Minnesota)
El municipio de Le Roy (en inglés: Le Roy Township) es un municipio ubicado en el condado de Mower en el estado estadounidense de Minnesota. En el año 2010 tenía una población de 354 habitantes y una densidad poblacional de 3,87 personas por km².

## Geografía
El municipio de Le Roy se encuentra ubicado en las coordenadas 43°32′51″N 92°29′57″O / 43.54750, -92.49917. Según la Oficina del Censo de los Estados Unidos, el municipio tiene una superficie total de 91.44 km², de la cual 91,32 km² corresponden a tierra firme y (0,14 %) 0,12 km² es agua.

## Demografía
Según el censo de 2010, había 354 personas residiendo en el municipio de Le Roy. La densidad de población era de 3,87 hab./km². De los 354 habitantes, el municipio de Le Roy estaba compuesto por el 95,48 % blancos, el 0,28 % eran amerindios, el 0,56 % eran asiáticos, el 3,39 % eran de otras razas y el 0,28 % eran de una mezcla de razas. Del total de la población el 5,08 % eran hispanos o latinos de cualquier raza.